# Kínai hegyimacska
A kínai hegyimacska (Felis bieti) vagy tibeti macska az emlősök osztályába, a ragadozók rendjébe, a macskafélék családjába és a macskaformák alcsaládjába tartozó faj.
A Vörös listán jelenleg a sebezhető kategóriában szerepel, mivel a szaporodó egyedek száma kevesebb mint 10000 példány. A fajt főleg a pocoknyulak mérgezése fenyegeti; a méreg csökkenti ezen állatok számát, és akaratlanul megöli a kínai hegyimacskákat is.

## Előfordulása
Kína területén honos, jelenleg Tibet, Qinghai és Szecsuan tartományban fordul elő. Főleg a magashegységi lombhullató és bambuszerdők lakója, akár 3000 méternél magasabban fekvő területeken is megél. 2500 és 5000 méter közötti magaslati sztyeppéken, alpesi réteken, alpesi cserjésekben és tűlevelű erdők szélén is megél; valódi sivatagból vagy erősen erdős hegységekből nem jegyezték fel.
Az első fotók egy vadon élő példányról kameracsapdákkal készültek 2007 májusában, 3570 méteres magasságban Szecsuanban. 2007-ig a kínai hegyimacskát csak hat állatkerti egyedről és néhány múzeumi bőrről ismerték.

## Megjelenése
Testhossza 65-85 centiméter, emellett farka hossza 30-40 centiméter, tömege 4-9 kilogramm. Arcán és lábain sötétebb, de alig látható vízszintes csíkok vannak, fülei hegye fekete. Szőre homokszínű, hasi oldalán világosabb, farkát sötétebb gyűrűk övezik. Koponyája viszonylag széles, talppárnái között hosszú szőr nő.

## Életmódja
Éjszakai ragadozó, rágcsálókkal, pocoknyúlfélékkel, madarakkal táplálkozik.

## Szaporodása
A nőstény egyszerre 2-4 kölyköt ellik.

## Rendszertani helyzete
A kínai hegyimacskát először 1892-ben Alphonse Milne Edwards francia zoológus írta le. Bár már ekkor önálló fajként volt számontartva, 2007-es kutatások eredményei ezt látszólag megcáfolták, és így a vadmacska (Felis silvestris) alfajának sorolták be Felis silvestris bieti néven. Egy 2017-es rendszertani áttekintés következtében a kínai hegyimacskát a Természetvédelmi Világszövetség ismét önálló fajjá nyilvánította, ugyanis morfológiailag különbözik a vadmacskától.